# Molophilus (Molophilus) flavoannulatus
Molophilus (Molophilus) flavoannulatus is een tweevleugelige uit de familie steltmuggen (Limoniidae). De soort komt voor in het Australaziatisch gebied.